# Palais Malipiero Trevisan
Le palais Malipiero-Trevisan est un palais de Venise situé dans le sestiere de Castello, du côté sud-est du campo Santa Maria Formosa, et divisé par le rio di Santa Maria Formosa (l'entrée se fait par un pont privé).

## Histoire
Ayant appartenu à la maison Malipiero jusqu'à la fin du quinzième siècle, il est passé ensuite, par mariage, à la famille Trevisan. Peut-être, à cette occasion, a t-il été reconstruit dans sa forme actuelle. 
Avec le temps il a été divisé en plusieurs propriétés, où ont résidé, en plus des Trevisan, les Diedo, les Bembo, les Zen, et également l'imprimerie Fracasso. Actuellement, il est encore divisé en plusieurs appartements.

## Description

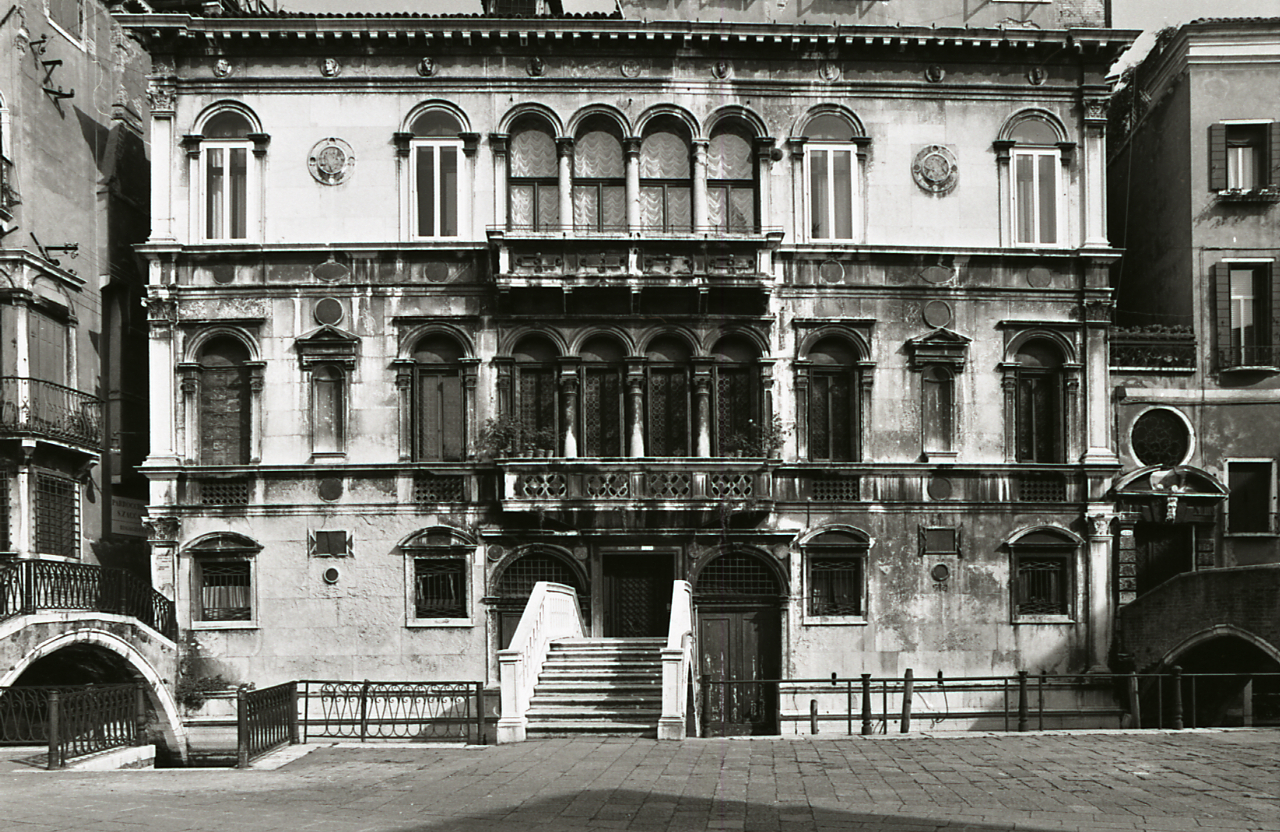
La façade du palais en 1977, dans une photo de Paolo Monti

La façade est symétrique, et possède encore sa couverture d'origine en pierre d'Istrie, typique de la Renaissance.
Le bâtiment a trois étages.
À l'intérieur, au deuxième étage, se trouvent encore les fresques du XVIIIe siècle, toujours en bon état de conservation.